# Bridget Baker
Bridget Baker (East London, 1971) è un'artista sudafricana, vive a Londra ed a Città del Capo.

## Esposizioni
Ha esposto alla Biennale di Dakar nel 2012.

## Opere nei musei
- The Remains of the Father – Fragments of a Trilogy (Transhumance) 2012, 2 channel HD projection with audio, 24’, film still, MAMbo – Museo d'arte Moderna di Bologna.